# Базарная улица (Сырский)
База́рная у́лица — улица в Советском округе Липецка. Проходит в посёлке Сырском вдоль железнодорожной линии, проходящей в посёлке между улицами Минской и Ударников.
Названа по некогда существовавшему базару (рынку) на главной площади Сырского. Позже на ней построили дом культуры завода «Центролит». Ныне это ДК «Досуг-культура».
В настоящее время улица застроена, в основном, складами и ангарами промышленного и торгового назначения. Имеются также и частные дома вблизи Почтовой и Исполкомовской улиц. На разных картах улица изображается по-разному. Логичнее всего представить Базарную улицу, проходящей вдоль железной дороги.
На некоторых картах частью Базарной улицы ошибочно представляют Почтовую улицу.

## Транспорт
- Автобусы 24, 28, 315, 345. Остановки: «Переезд», «Почта».